# 哈伊杜奇納
49°15′33″N 23°58′32″E / 49.25917°N 23.97556°E
哈伊杜奇納（烏克蘭語：Гайдучина），是烏克蘭的村庄，位於該國西部利沃夫州，由斯特雷區斯特雷市鎮負責管轄，始建於1676年，面積0.4平方公里，海拔高度287米，2001年人口239，人口密度每平方公里600.5人。